# Sollevamento pesi ai Giochi della VIII Olimpiade - Pesi massimi-leggeri
La competizione della categoria pesi massimi-leggeri (fino a 82,5 kg) di sollevamento pesi ai Giochi della VIII Olimpiade si tenne il giorno 23 luglio 1924 al Vélodrome d'hiver di Parigi.

## Regolamento
La classifica era ottenuta con la somma delle migliori alzate delle seguenti 5 prove:
- Strappo con un braccio
- Slancio con un braccio (effettuato con il braccio opposto della precedente prova)
- Distensione lenta a due braccia
- Strappo a due braccia
- Slancio a due braccia

Su ogni prova ogni concorrente aveva diritto a tre alzate.

## Risultati
| Pos.    | Atleta             | Nazione        | Totale | Strappo un braccio | Strappo un braccio | Strappo un braccio | Slancio un braccio | Slancio un braccio | Slancio un braccio | Distensione lenta | Distensione lenta | Distensione lenta | Strappo due braccia | Strappo due braccia | Strappo due braccia | Slancio due braccia | Slancio due braccia | Slancio due braccia |
| Pos.    | Atleta             | Nazione        | Totale | 1                  | 2                  | 3                  | 1                  | 2                  | 3                  | 1                 | 2                 | 3                 | 1                   | 2                   | 3                   | 1                   | 2                   | 3                   |
| ------- | ------------------ | -------------- | ------ | ------------------ | ------------------ | ------------------ | ------------------ | ------------------ | ------------------ | ----------------- | ----------------- | ----------------- | ------------------- | ------------------- | ------------------- | ------------------- | ------------------- | ------------------- |
| Oro     | Charles Rigoulot   | Francia        | 502,5  | 82,5               | 87,5               | 90,0               | 87,5               | 92,5               | 92,5               | 77,5              | 82,5              | 85,0              | 97,5                | 102,5               | 105,0               | 135,0               | 140,0               | 140,0               |
| Argento | Fritz Hünenberger  | Svizzera       | 490,0  | 80,0               | 80,0               | 87,5               | 100,0              | 107,5              | 112,5              | 75,0              | 80,0              | 82,5              | 92,5                | 97,5                | 97,5                | 120,0               | 125,0               | 130,0               |
| Bronzo  | Leopold Friedrich  | Austria        | 490,0  | 70,0               | 75,0               | 80,0               | 90,0               | 95,0               | 100,0              | 90,0              | 95,0              | 95,0              | 90,0                | 95,0                | 100,0               | 120,0               | 130,0               | 130,0               |
| 4       | Karl Freiberger    | Austria        | 487,5  | 70,0               | 75,0               | 80,0               | 90,0               | 95,0               | 95,0               | 87,5              | 92,5              | 95,0              | 90,0                | 95,0                | 95,0                | 130,0               | 135,0               | 135,0               |
| 5       | Carlos Bergara     | Argentina      | 482,5  | 72,5               | 77,5               | 80,0               | 80,0               | 85,0               | 87,5               | 85,0              | 90,0              | 92,5              | 90,0                | 95,0                | 97,5                | 122,5               | 127,5               | 130,0               |
| 6       | Mario Giambelli    | Italia         | 480,0  | 72,5               | 77,5               | 77,5               | 90,0               | 90,0               | 95,0               | 70,0              | 80,0              | 82,5              | 90,0                | 95,0                | 95,0                | 122,5               | 127,5               | 130,0               |
| 7       | Anton Schärer      | Svizzera       | 475,0  | 70,0               | 75,0               | 80,0               | 80,0               | 85,0               | 90,0               | 95,0              | 100,0             | 102,5             | 95,0                | 100,0               | 100,0               | 120,0               | 125,0               | 125,0               |
| 8       | Jaroslav Skobla    | Cecoslovacchia | 470,0  | 70,0               | 75,0               | 80,0               | 82,5               | 90,0               | 95,0               | 85,0              | 92,5              | 95,0              | 85,0                | 92,5                | 95,0                | 120,0               | 127,5               | 132,5               |
| 9       | Saul Hallap        | Estonia        | 465,0  | 70,0               | 70,0               | 75,0               | 90,0               | 90,0               | 95,0               | 80,0              | 85,0              | 90,0              | 85,0                | 85,0                | 90,0                | 115,0               | 115,0               | 120,0               |
| 10      | Alfred Louncke     | Francia        | 460,0  | 62,5               | 67,5               | 70,0               | 85,0               | 90,0               | 95,0               | 80,0              | 85,0              | 87,5              | 90,0                | 95,0                | 95,0                | 120,0               | 125,0               | 125,0               |
| 11      | Hermann Glück      | Austria        | 452,5  | 70,0               | 75,0               | 80,0               | 80,0               | 80,0               | 90,0               | 80,0              | 85,0              | 87,5              | 90,0                | 95,0                | 95,0                | 120,0               | 130,0               | 130,0               |
| 12      | Jan Verheijen      | Paesi Bassi    | 447,5  | 62,5               | 67,5               | 72,5               | 70,0               | 72,5               | 77,5               | 85,0              | 87,5              | 92,5              | 80,0                | 85,0                | 90,0                | 110,0               | 115,0               | 120,0               |
| 13      | Bertil R. Carlsson | Svezia         | 445,0  | 60,0               | 65,0               | 70,0               | 80,0               | 90,0               | 95,0               | 75,0              | 80,0              | 85,0              | 80,0                | 85,0                | 90,0                | 110,0               | 115,0               | 120,0               |
| 14T     | André Rolet        | Francia        | 430,0  | 62,5               | 67,5               | 67,5               | 82,5               | 82,5               | 87,5               | 80,0              | 85,0              | 85,0              | 87,5                | 92,5                | 92,5                | 112,5               | 112,5               | 117,5               |
| 14T     | Ernests Reihmanis  | Lettonia       | 430,0  | 65,0               | 65,0               | 70,0               | 82,5               | 87,5               | 87,5               | 80,0              | 85,0              | 85,0              | 75,0                | 80,0                | 85,0                | 105,0               | 110,0               | 112,5               |
| 16      | Giuseppe Merlin    | Italia         | 405,0  | 55,0               | 60,0               | 62,5               | 65,0               | 70,0               | 70,0               | 77,5              | 82,5              | 85,0              | 75,0                | 80,0                | 82,5                | 105,0               | 110,0               | 115,0               |
| 17      | F. Verdonck        | Belgio         | 380,0  | 55,0               | 60,0               | 62,5               | 70,0               | 70,0               | 70,0               | 70,0              | 75,0              | 75,0              | 75,0                | 80,0                | 82,5                | 100,0               | 105,0               | 105,0               |
| 18      | Armando Tugnoli    | Italia         | 375,0  | 55,0               | 60,0               | 60,0               | 65,0               | 70,0               | 75,0               | 65,0              | 70,0              | 75,0              | 75,0                | 75,0                | 75,0                | 100,0               | 105,0               | 105,0               |
| -       | Henri Lehnen       | Lussemburgo    | 125,0  | 60,0               | 60,0               | 65,0               | 65,0               | 70,0               | 70,0               | 80,0              | 80,0              | 80,0              | -                   | -                   | -                   | -                   | -                   | -                   |
| -       | Bohumil Stinný     | Cecoslovacchia | 70,0   | 65,0               | 70,0               | 75,0               | 80,0               | 85,0               | 85,0               | 85,0              | 90,0              | -                 | -                   | -                   | -                   | -                   | -                   | -                   |